# Philolaus (kráter)

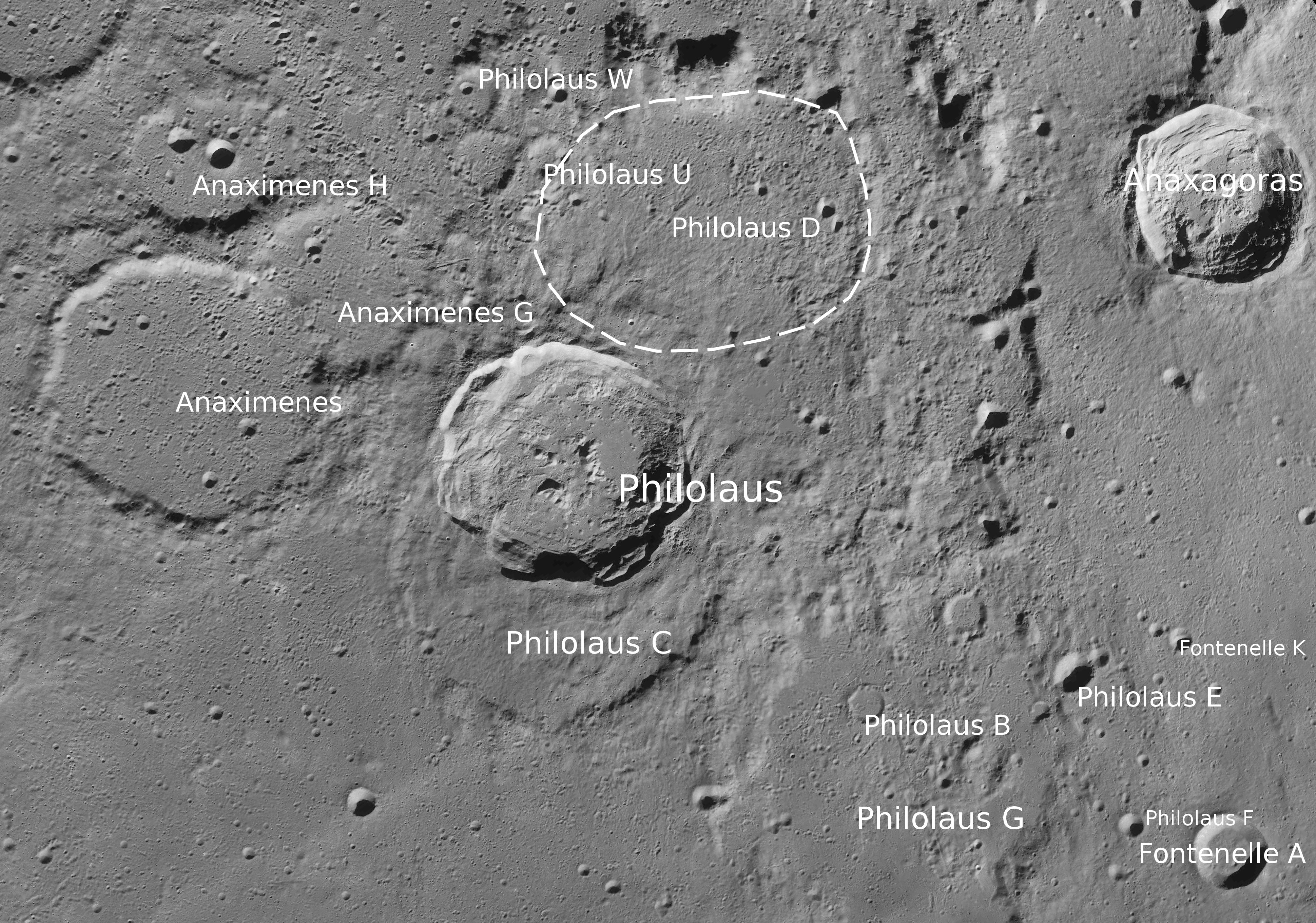
Poloha kráteru Philolaus (uprostřed mírně vlevo). Pahorek u horního okraje uprostřed je místo dopadu sond GRAIL. Velký kráter v pravém horním rohu je Anaxagoras.

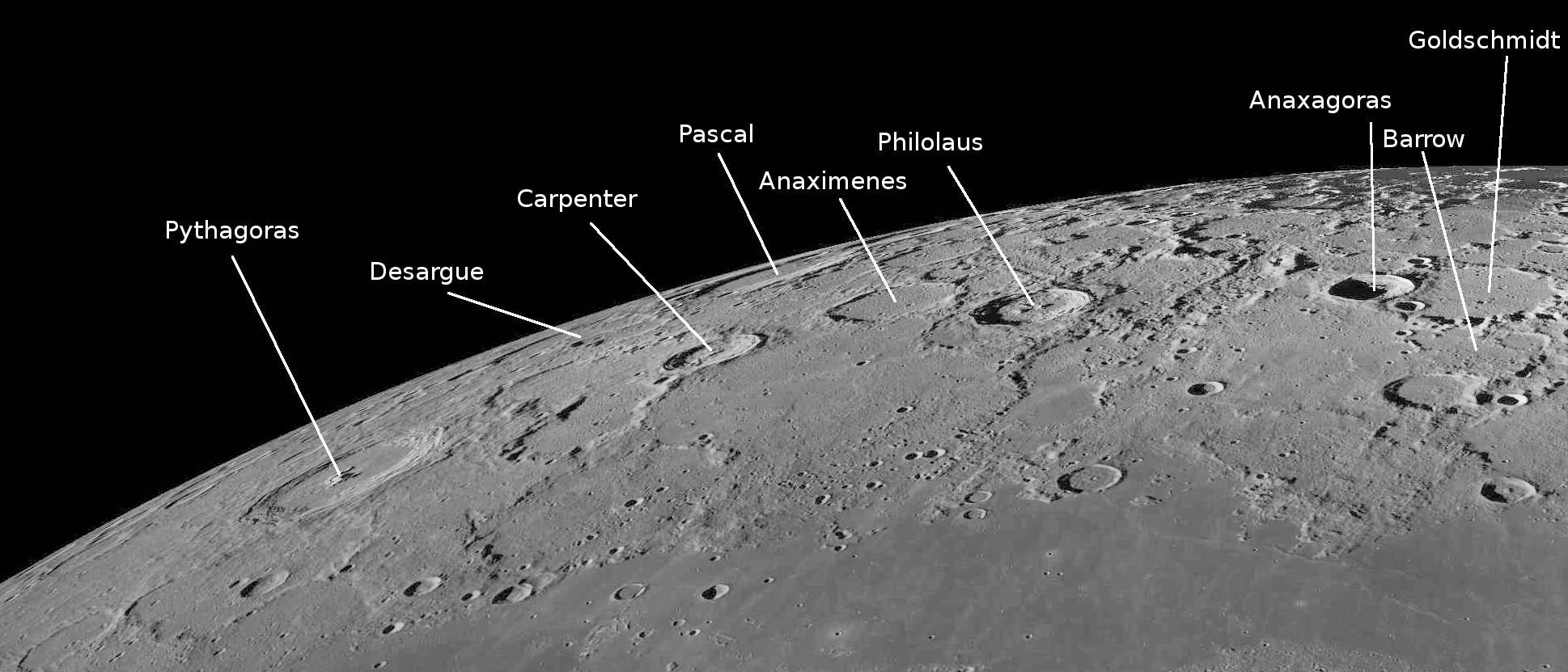
Poloha kráteru Philolaus.

Philolaus je měsíční impaktní kráter nacházející se severně od západní části Mare Frigoris (Moře chladu) blízko severního okraje Měsíce na přivrácené straně. Má průměr 71 km, pojmenován byl podle řeckého antického filosofa Filolaose.
Východo-severovýchodně leží kráter Anaxagoras, západně kráter Anaximenes s nízkým okrajovým valem. Přibližně severně lze nalézt kráter Mouchez.

## Dopad sond GRAIL
Mezi krátery Mouchez a Philolaus na souřadnicích 75,62 S a 26,63 Z byly po ukončení činnosti navedeny k dopadu 17. prosince 2012 dvě sondy Gravity Recovery and Interior Laboratory (GRAIL A Ebb a GRAIL B Flow). NASA oznámila, že místo dopadu bude pojmenováno Sally Ride podle jména první americké astronautky, která v roce 2012 zemřela.

## Satelitní krátery
V okolí kráteru se nachází několik menších kráterů. Ty byly označeny podle zavedených zvyklostí jménem hlavního kráteru a velkým písmenem abecedy.
| Philolaus | Sel. šířka | Sel. délka | Průměr |
| --------- | ---------- | ---------- | ------ |
| B         | 69,6° S    | 24,3° Z    | 11 km  |
| C         | 71.,1° S   | 32,7° Z    | 95 km  |
| D         | 73,9° S    | 27,8° Z    | 91 km  |
| E         | 69,6° S    | 18,7° Z    | 12 km  |
| F         | 68,1° S    | 18,3° Z    | 8 km   |
| G         | 69,0° S    | 23,6° Z    | 95 km  |
| U         | 75,0° S    | 33,0° Z    | 13 km  |
| W         | 75,6° S    | 35,9° Z    | 17 km  |